# 스기모토 마코토
스기모토 마코토(일본어: 杉本 真, 1987년 10월 27일 ~ )는 일본의 전 축구 선수이다.

## 구단 경력
그는 2010년부터 2018년까지 J리그의 도치기 SC에서 활동하였다.